# Frei zu sein
Frei zu sein ist ein Lied der deutschen Mittelalter-Rock-Band In Extremo. Der Song ist die erste Singleauskopplung ihres neunten Studioalbums Sængerkrieg und wurde am 25. April 2008 veröffentlicht.

## Inhalt
Frei zu sein handelt von dem Wert der Freiheit und dass diese nicht mit Reichtum oder anderen Dingen aufzuwiegen sei. In-Extremo-Sänger Michael Robert Rhein singt aus der Perspektive des lyrischen Ichs, dass es um frei zu sein wenig brauche und er sich aufgrund seiner Freiheit wie ein König fühle. Der Text des Refrains basiert auf dem Kanon Froh zu sein bedarf es wenig aus dem 19. Jahrhundert. Zudem sind verschiedene Sprichwörter enthalten.

„Frei zu sein bedarf es wenig

Nur wer frei ist, ist ein König

Schamlos nimmt der dreiste Dieb

Denn er ist seines Glückes Schmied“

## Produktion
Der Song wurde von In Extremo in Zusammenarbeit mit dem Musikproduzenten-Duo Resetti Brothers, bestehend aus Jörg Umbreit und Vincent Sorg, produziert. Als Autoren fungierten die Mitglieder von In Extremo. Charakteristisch für die Musik ist die Dudelsack-Melodie, die in vielen Liedern der Band zum Einsatz kommt.

## Musikvideo
Bei dem zu Frei zu sein gedrehten Musikvideo führte Sharon Berkal Regie. Es ist an den Film Einer flog über das Kuckucksnest angelehnt und verzeichnet auf YouTube über 7,5 Millionen Aufrufe (Stand Februar 2024). Das Video spielt in einer geschlossenen Psychiatrie, in der die In-Extremo-Mitglieder neben anderen Patienten untergebracht sind. Zu Beginn sitzen die Insassen in einem Raum und warten auf die Medikamentenausgabe, wobei sie verschiedene Instrumente spielen. Sänger Michael Robert Rhein holt sich seine Tabletten ab, doch spuckt diese danach aus, während er das Lied singt. Er stellt sich auf einen Stuhl und setzt sich eine Krone auf, während die anderen Patienten beginnen zu tanzen. Daraufhin ruft die Krankenschwester den Wachdienst der Klinik zu Hilfe, welcher den Raum stürmt und versucht, die Insassen zu beruhigen und einzufangen. Im dabei entstehenden Chaos rennt Sänger Michael Robert Rhein nach draußen in die Freiheit.

## Single

### Covergestaltung
Das Singlecover zeigt eine Bildmontage aus einem Vogel in Grau und einem Menschen in Gelb. Im Vordergrund des Vogelflügels befinden sich die Schriftzüge In Extremo in Weiß und Frei zu sein in Gelb. Der Hintergrund ist komplett weiß gehalten.

### Titelliste
1. Frei zu sein – 3:07
2. Frei zu sein (Albumversion) – 3:35
3. Berlin (Ideal-Cover) – 3:39
4. Mein rasend Herz (Livevideo vom Wacken Open Air 2006) – 4:17

### Chartplatzierungen
Frei zu sein stieg am 9. Mai 2008 auf Platz 42 in die deutschen Singlecharts ein und belegte in den folgenden Wochen die Ränge 64, 67 und 87, bevor es die Top 100 verließ. In Österreich und in der Schweiz konnte sich die Single dagegen nicht in den Charts platzieren.
| ChartsChartplatzierungen | Höchstplatzierung | Wochen |
| ------------------------ | ----------------- | ------ |
| Deutschland (GfK)        | 42 (4 Wo.)        | 4      |